# کوش‌تپه (سامسات)
کوش‌تپه (به ترکی استانبولی: Kuştepe) یک منطقهٔ مسکونی کردنشین در ترکیه است که در سامسات واقع شده‌است.